# Margaret Lloyd George
Dame Margaret Lloyd George (née Owen ; 4 novembre 1864 - 20 janvier 1941) est une humanitaire galloise et l'une des sept premières femmes magistrates nommées en Grande-Bretagne en 1919. Elle est l'épouse du Premier ministre David Lloyd George de 1888 jusqu'à sa mort en 1941.

## Jeunesse
Elle est née le 4 novembre 1864 de Richard Owen, un ancien de Capel Mawr de Criccieth, Caernarvonshire, un fermier et évaluateur méthodiste aisé,. Elle fait ses études à l'école pour filles du Dr Williams à Dolgellau.

## Mariage et enfants
Le 1er janvier 1888, elle épouse David Lloyd George et ils ont cinq enfants :
- Richard, plus tard 2e comte Lloyd-George de Dwyfor (1889–1968). Il écrit un livre sur sa mère : Dame Margaret: The Life Story of His Mother[5] ;
- Mair Eluned (1890-1907) ;
- Lady Olwen Elizabeth Carey Evans (3 avril 1892 - 2 mars 1990)[6]. Elle épouse le Major Thomas John Carey Evans (décédé le 25 août 1947) en 1917 à la Welsh Baptist Chapel de Londres. Elle est la grand-mère de Margaret MacMillan [7] et l'arrière-grand-mère du présentateur de télévision Dan Snow (en) ;
- Gwilym, plus tard 1er vicomte Tenby (1894–1967) ;
- Lady Megan Lloyd George (1902-1966), la première femme députée d'une circonscription galloise.

## Activité politique et service public

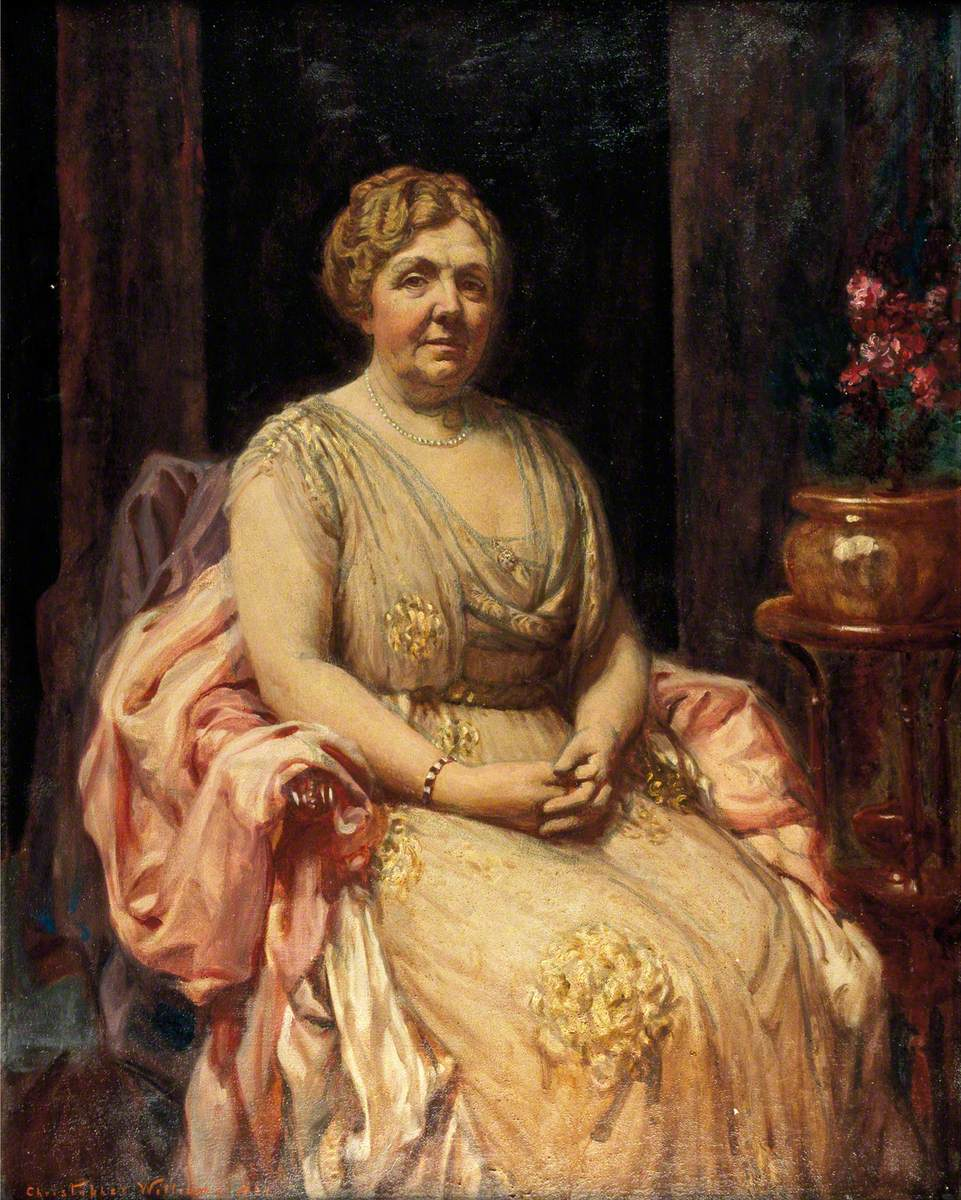
Portrait de Dame Margaret Lloyd George, 1921 par Christopher Williams.

En 1918, pendant le mandat de Premier ministre de son mari, Margaret est nommée dame grand-croix de l'ordre de l'Empire britannique (GBE), après avoir collecté plus de 200 000 £ pour des œuvres caritatives de guerre.
Le 24 décembre 1919, au lendemain de la sanction royale du Sex Disqualification (Removal) Act 1919, Margaret Lloyd George est l'une des sept premières femmes à être nommée magistrate, aux côtés de Lady Crewe, Lady Londonderry, Elizabeth Haldane, Gertrude Tuckwell, Beatrice Webb et Mary Augusta Ward. Elle est la première femme galloise à occuper ce poste.
Margaret Lloyd George préside une réunion le 21 octobre 1920, au cours de laquelle la Young Wales Association est fondée. Cette réunion, au Portman Rooms, Baker Street, réunit plus de 400 membres de la communauté galloise de Londres. Margaret Lloyd George en devient par la suite la présidente (1921-1922). La Young Wales Association, devenue par la suite le London Welsh Trust, gère le London Welsh Centre sur Gray's Inn Road, à Londres, qu'elle a ouvert le 29 novembre 1930,.
Elle siège au conseil du district urbain de Criccieth de 1919 jusqu'à sa mort, dont trois ans en tant que présidente. Elle est la première femme juge de paix du Caernarfonshire et est présidente de la Fédération libérale des femmes du nord et du sud du Pays de Galles.
Elle est décédée chez elle à Criccieth, au Pays de Galles, le 20 janvier 1941 après une période de maladie suivant une chute où elle s'est blessée à la hanche,.